# Friedrich Heinrich von der Leyen

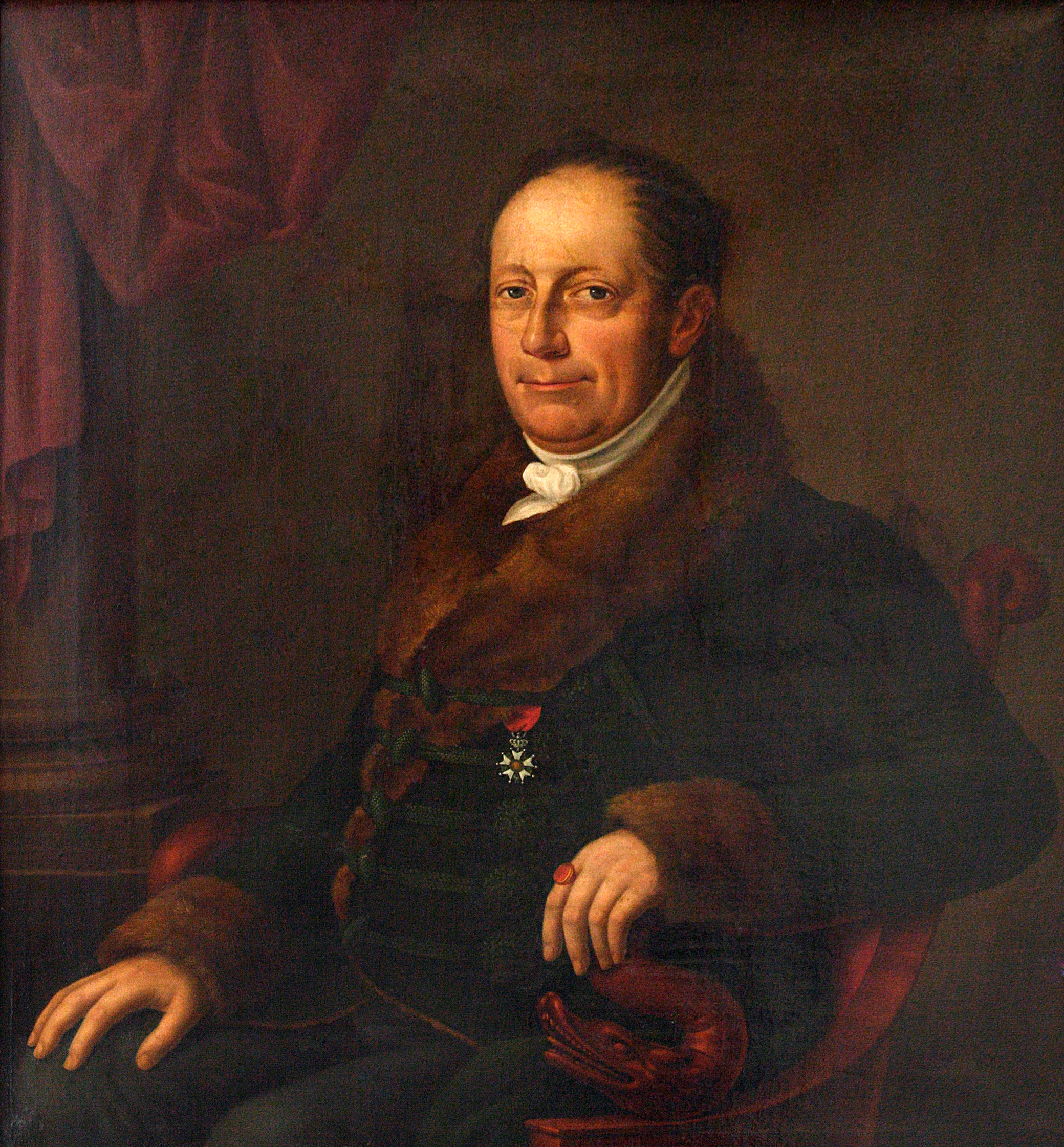
Friedrich Heinrich von der Leyen

Freiherr Friedrich Heinrich von der Leyen (* 3. März 1769 in Krefeld; † 25. Dezember 1825 ebenda), im Volksmund auch „Seidenbaron“ genannt, war ein deutscher Textilunternehmer. 

## Herkunft
Seine Eltern waren der Seidenhändler Friedrich von der Leyen  (1732–1787) und dessen Ehefrau Maria ten Kate (1741–1772) aus Haarlen.

## Leben
1800 wird Friedrich Heinrich von der Leyen Bürgermeister von Krefeld. 1802 kauft er das kriegsgeschädigte Gut und Schloss Bloemersheim bei Neukirchen-Vluyn auf. Eigentümer ist heute Friedrich Freiherr von der Leyen, welcher mit seiner Familie das Schloss bewohnt und von dort aus den Grundbesitz bewirtschaftet.
1804 kauft Friedrich Heinrich von der Leyen das säkularisierte und zerstörte Klostergut Haus Meer in Meerbusch. Im selben Jahr besucht Napoléon Bonaparte Krefeld und wohnt beim „Seidenbaron“ von der Leyen. Während seiner Amtszeit als Bürgermeister der Stadt Krefeld wird Friedrich Heinrich von der Leyen zum ersten Vorsitzenden der Chambre consultative de manufactures, fabriques, arts et métiers, einem Vorläufer der heutigen Industrie- und Handelskammer (IHK), gewählt. Die Kammer hatte sich 1804 gegründet; von der Leyen war eines ihrer Gründungsmitglieder. 1805 wurde er Deputierter der gesetzgebenden Versammlung in Paris.
Von der Leyen war mit seinem gleichnamigen Vetter in 3. Generation auch Geschäftsführer und Eigentümer der Seidenwebereien Friedrich & Heinrich von der Leyen seines Vaters und einer der reichsten Fabrikanten des Departements. 1813 wurde er mit dem Titel eines baron de l’Empire in der Noblesse impériale geadelt und 1816 in den preußischen Freiherrenstand erhoben. Dazu war er Träger hoher französischer und preußischer Auszeichnungen. Unter anderem wurde er mit dem Pour le Mérite geehrt.
1823 gründete er mit Peter von Loewenich die Seidenweberfirma „F. H. von der Leyen &  P. von Loewenich“, nachdem der Gesellschaftervertrag der Seidenwebereien durch Ausscheiden seines Vetters aufgehoben worden war. Da von der Leyen bereits 1825 starb, konnte er den Werdegang dieser neuen Firma nur noch wenig beeinflussen.

## Familie
Von der Leyen war verheiratet mit seiner Cousine Henriette von der Leyen (* 4. August 1774 in Krefeld; † 3. Januar 1850 ebenda).